# Hyalomis thyria
Hyalomis thyria är en fjärilsart som beskrevs av Druce 1898. Hyalomis thyria ingår i släktet Hyalomis och familjen björnspinnare. Inga underarter finns listade i Catalogue of Life.